# Sophie McKinna
Sophie McKinna (* 31. August 1994 in Great Yarmouth) ist eine britische Leichtathletin, die sich auf das Kugelstoßen spezialisiert hat.

## Sportliche Laufbahn
Erste Erfahrungen bei internationalen Wettkämpfen sammelte Sophie McKinna bei den 2010 erstmals ausgetragenen Olympischen Jugendspielen in Singapur, bei denen sie mit 15,14 m den fünften Platz belegte. Im Jahr darauf gewann sie bei den Jugendweltmeisterschaften nahe Lille mit 14,90 m die Silbermedaille und siegte anschließend mit 14,75 m bei den Commonwealth Youth Games in Douglas. 2012 wurde sie bei den Juniorenweltmeisterschaften in Barcelona mit 15,98 m Sechste und bei den Leichtathletik-Junioreneuropameisterschaften 2013 in Rieti gewann sie mit 17,09 m die Silbermedaille. Im Jahr darauf nahm sie erstmals an den Commonwealth Games in Glasgow teil, bei denen sie mit 16,59 m den fünften Platz belegte. Bei den U23-Europameisterschaften in Tallinn 2015 erreichte sie mit 15,68 m Rang neun. 2018 nahm sie erneut an den Commonwealth Games im australischen Gold Coast teil und wurde dort mit 17,76 m erneut Fünfte. Im August gelangte sie bei den Europameisterschaften in Berlin bis in das Finale, in dem sie sich mit 17,69 m auf den siebten Platz klassierte. Im Jahr darauf schied sie bei den Halleneuropameisterschaften in Glasgow mit 17,18 m in der Qualifikation aus. Anfang Oktober gelangte sie bei den Weltmeisterschaften in Doha bis ins Finale und klassierte sich dort mit einer Weite von 17,99 m den elften Platz. 2021 schied sie dann bei den Halleneuropameisterschaften in Toruń mit 17,95 m in der Qualifikation aus. Sie qualifizierte sich auch für die Olympischen Spiele in Tokio, verpasste dort aber mit 17,81 m den Finaleinzug.
2022 startete sie bei den Hallenweltmeisterschaften in Belgrad und belegte dort mit 18,62 m den achten Platz. Im Juli schied sie bei den Weltmeisterschaften in Eugene mit 17,21 m in der Qualifikationsrunde aus und anschließend wurde sie bei den Commonwealth Games in Birmingham mit 17,18 m Siebte. Daraufhin gelangte sie bei den Europameisterschaften in München mit 16,29 m auf Rang zwölf.
In den Jahren von 2019 bis 2021 wurde McKinna britische Meisterin im Freien sowie 2019 und 2022 in der Halle.

## Persönliche Bestleistungen
- Kugelstoßen: 18,61 m, 2. Oktober 2019 in Doha
  - Kugelstoßen (Halle): 18,82 m, 27. Februar 2022 in Birmingham